# Besonderer Kündigungsschutz für Mütter
Der besondere Kündigungsschutz für Schwangere gehört als Teil der gesetzlichen Vorschriften zum Schutz von Mutter und Kind vor und nach der Entbindung zum Mutterschutz.

## Deutschland
Der besondere Kündigungsschutz für Schwangere und junge Mütter im deutschen Arbeitsrecht ist in § 17 Mutterschutzgesetz (MuSchG) geregelt. Daneben kommt (in Ausnahmefällen) ein Diskriminierungsschutz nach dem Allgemeinen Gleichbehandlungsgesetz (AGG) in Betracht. In Elternzeit befindliche Mütter genießen einen (zusätzlichen) Kündigungsschutz nach § 18 Bundeselterngeld- und Elternzeitgesetz (BEEG).

### Der Kündigungsschutz nach dem Mutterschutzgesetz
Nach § 17 MuSchG kann einer Arbeitnehmerin während ihrer Schwangerschaft und bis zum Ablauf von vier Monaten nach der Entbindung nur mit vorheriger Zustimmung der im jeweiligen Bundesland für den Arbeitsschutz zuständigen Behörde wirksam gekündigt werden. Eine ohne Zustimmung erklärte Kündigung – jedweder Art – ist nichtig (§ 134 BGB).

#### Normzweck
Der Normzweck „des mutterschutzrechtlichen Kündigungsschutzes besteht darin, der werdenden Mutter und der Wöchnerin trotz ihrer etwa mutterschaftsbedingten Leistungsminderung oder Arbeitsunfähigkeit den Arbeitsplatz als wirtschaftliche Existenzgrundlage zu erhalten“. Zugleich soll er „vor den psychischen Belastungen eines Kündigungsschutzprozesses schützen“.

#### Konkurrenzen
Der Kündigungsschutz nach § 17 MuSchG besteht – gegebenenfalls – neben dem nach § 18 BEEG, § 168 SGB IX oder nach KSchG usw.

#### Persönlicher Geltungsbereich
Der besondere Kündigungsschutz nach § 17 Abs. 1 MuSchG gilt für Arbeitnehmerinnen, für Auszubildende und für die in Heimarbeit Tätigen. Ist eine Frau lediglich den in Heimarbeit Beschäftigten gleichgestellt, genießt sie den besonderen Kündigungsschutz nur, wenn die Gleichstellung auch auf den Kündigungsschutz des HAG erstreckt ist (§ 17 Abs. 1 S. 2 MuSchG). Im Folgenden wird stellvertretend nur von der Arbeitnehmerin gesprochen.

#### Schwangerschaft oder Entbindung
Im Zeitpunkt des Zugangs der Kündigung muss die Arbeitnehmerin schwanger oder das Kind darf nicht älter als 4 Monate sein. Eine Schwangerschaft nach Zugang der Kündigung begründet keinen besonderen Kündigungsschutz. Eine irrtümliche Schwangerschaft ebenso wenig.
Eine Schwangerschaft kann beliebig nachgewiesen werden. Ein ärztliches Zeugnis nach § 15 Abs. 2 MuSchG ist am zweckmäßigsten.
Der Kündigungsschutz beginnt gleichzeitig mit der Schwangerschaft. Nach der maßgeblichen Rechtsprechung des Bundesarbeitsgerichts (BAG) gilt Folgendes: „Die Bestimmung des Beginns der Schwangerschaft erfolgt grundsätzlich durch Rückrechnung um 280 Tage von dem ärztlich festgestellten voraussichtlichen Entbindungstermin (...). Die Schwangere genügt deshalb ihrer Darlegungslast für das Bestehen einer Schwangerschaft im Kündigungszeitpunkt zunächst durch Vorlage der ärztlichen Bescheinigung über den mutmaßlichen Tag der Entbindung, wenn der Zugang der Kündigung innerhalb von 280 Tagen vor diesem Termin liegt. .. Der Arbeitgeber kann jedoch den Beweiswert der Bescheinigung erschüttern und Umstände darlegen und beweisen, aufgrund derer es der wissenschaftlich gesicherten Erkenntnis widersprechen würde, von einem Beginn der Schwangerschaft der Arbeitnehmerin vor Kündigungszugang auszugehen. Die Arbeitnehmerin muß dann weiteren Beweis führen und ist ggf gehalten, ihre Ärzte von der Schweigepflicht zu entbinden. Dieses Kündigungsverbot mit Erlaubnisvorbehalt besteht nur dann, wenn der Arbeitgeber von der Schwangerschaft Kenntnis erlangt und diese Kenntniserlangung fristgerecht ist.“
Nach Beendigung der Schwangerschaft besteht ein Kündigungsschutz nur, wenn eine Entbindung stattfand: „Unter ‚Entbindung‘ ist grundsätzlich die ‚Trennung der Leibesfrucht vom Mutterleib‘ zu verstehen, was bei einer Lebendgeburt vollkommen unproblematisch ist (...). Im Falle einer Totgeburt wurde bis 1994 von einer Entbindung gesprochen, wenn die Frucht eine Körperlänge von 35 cm hatte (...). Nach einer Änderung der Personenstandsverordnung (§ 29 Abs. 2 PStV aF, gültig ab 1. April 1994; seit 1. Januar 2009 § 31 Abs. 2 PStV) entsprechend den Empfehlungen der Weltgesundheitsorganisation WHO von 1977 gelten nunmehr Kinder als tot geboren oder in der Geburt verstorben, wenn das Gewicht der Leibesfrucht mindestens 500 g betragen hat (vgl. BAG 15. Dezember 2005 – 2 AZR 462/04 – zu B I 1 d der Gründe). Auch eine solche Totgeburt ist als Entbindung anzusehen. Dies gilt auch im Fall eines Schwangerschaftsabbruchs, wenn sich das Kind schon bis zu einem Stadium entwickelt hatte, in dem es zu einem selbständigen Leben – wenn auch nur kurz – grundsätzlich fähig war (vgl. BAG 15. Dezember 2005 – 2 AZR 462/04 – zu B I 1 der Gründe). Eine tot geborene Leibesfrucht von geringerem Körpergewicht als 500 g gilt dagegen als Fehlgeburt, § 31 Abs. 3 PStV, die keine Entbindung im Sinne des Mutterschutzgesetzes bedeutet. Bei einer Fehlgeburt besteht der Schutz vor Kündigungen nur, aber eben auch bis zum Zeitpunkt der Trennung der Leibesfrucht vom Mutterleib.“
Der Tod des Kindes nach der Entbindung oder seine Freigabe zur Adoption beseitigen nicht den Kündigungsschutz. 2016 wurde von der Bundesregierung ein Gesetzentwurf eingebracht, der das Mutterschutzrecht reformieren und auch die Schutzfristen bei Fehlgeburten ändern soll. Nach dem Text des Entwurfes sollte das Gesetz am 1. Januar 2017 in Kraft treten. Dieser Termin konnte im weiteren Verlauf nicht eingehalten werden.

#### Kündigung durch den Arbeitgeber
§ 17 Abs. 1 MuSchG erfasst jede Art von Kündigungen, jedoch nur Kündigungen. Wird die Arbeitnehmerin befristet beschäftigt und wird sie vor dem Befristungsende schwanger, führt dies nicht zur Unwirksamkeit der Befristung.

#### Kenntnis des Arbeitgebers
Der besondere Kündigungsschutz besteht nur dann, wenn der Arbeitgeber bei der Abgabe der Kündigungserklärung von der Schwangerschaft wusste oder rechtzeitig nachträglich von ihr erfuhr.
Konkreter: Der Sonderkündigungsschutz besteht nach § 17 Abs. 1 S. 1 MuSchG nur, wenn
(a) der Arbeitgeber zum Zeitpunkt der Kündigungserklärung von der Schwangerschaft wusste; oder
(b) die Arbeitnehmerin dem Arbeitgeber die Schwangerschaft innerhalb zweier Wochen nach Zugang der Kündigung mitteilt; oder
(c) die Arbeitnehmerin die Zweiwochenfrist überschreitet, dies jedoch auf einen von ihr nicht zu vertretenden Grund beruht (insbes. Unkenntnis von der Schwangerschaft) und die Mitteilung unverzüglich nachgeholt wird.
Wie die Schwangere den Arbeitgeber informiert, ist freigestellt. Es sollte jedoch auf eine Weise geschehen, dass die Mitteilung sicher nachgewiesen werden kann, falls der Arbeitgeber die Information bestreitet. Die Mitteilung muss nicht durch die Schwangere höchstpersönlich erfolgen. Sie kann auch durch eine von ihr autorisierte Person erfolgen. Die Mitteilung kann auch im Rahmen einer Kündigungsschutzklage erfolgen, jedoch sollte parallel dazu der Arbeitgeber direkt informiert werden, um die obigen Fristen nicht zu versäumen.
Der „Arbeitgeber“ ist der Vertragspartner der Arbeitnehmerin. Kenntnis der Vertreter, Organe oder Personalverantwortlichen des Arbeitgebers wird dem Arbeitgeber zugerechnet, ist also genügend. Es reicht nicht aus, die Schwangerschaft einem einfachen Vorgesetzten ohne Personalverantwortung, dem Betriebsrat oder dem Betriebsarzt mitzuteilen. Auch sollte man sich nicht darauf verlassen, dass „man“ die Information schon weitergibt. Das Risiko trägt insoweit die Schwangere.
Wahrt die Schwangere die Zweiwochenfrist nicht, ist auch eine spätere Mitteilung im Ausnahmefällen möglich. Jedoch nur dann, wenn die Arbeitnehmerin nach Kenntniserlangung unverzüglich (§ 121 BGB), d. h. ohne schuldhaftes Zögern, den Arbeitgeber informiert. Die Arbeitnehmerin ist für das Vorliegen dieser Voraussetzungen darlegungs- und beweispflichtig.

#### Keine Zustimmung der Aufsichtsbehörde
Eine Kündigung ohne Zustimmung der Aufsichtsbehörde ist unwirksam. Dabei ist „davon auszugehen, .., daß eine Zulässigerklärung der Arbeitsschutzbehörde vor Ausspruch der Kündigung vorliegen muß“. Eine solche Zustimmung darf nur in besonderen Fällen erteilt werden und ist in der Praxis selten. Sie zu beantragen ist Sache des Arbeitgebers. Um die Erteilung kann im Verwaltungsrechtsweg gestritten werden.
Der Arbeitgeber kann schon dann kündigen, wenn die Zustimmung der Aufsichtsbehörde noch nicht bestandskräftig ist. Die ausgesprochene Kündigung wird jedoch rückwirkend unwirksam, wenn die Erklärung der Zulässigkeit auf einen Rechtsbehelf hin aufgehoben wird. Bis dahin ist sie schwebend wirksam.
Die Arbeitsgerichte sind an die Entscheidung der zuständigen Behörde gebunden, sofern diese nicht offensichtlich grob fehlerhaft ist. Im Kündigungsschutzverfahren prüfen sie daher ausschließlich das Vorliegen der Zulässigkeitserklärung gemäß § 17 Abs. 2 MuSchG.
Wurde die Kündigung vor Einlegung des Widerspruchs gegen die behördliche Entscheidung ausgesprochen, besteht die Möglichkeit, das Kündigungsschutzverfahren gemäß § 148 ZPO bis zur rechtskräftigen Entscheidung im Verwaltungsverfahren auszusetzen.
Wird die Kündigungsschutzklage nach Erteilung der Zulässigkeitserklärung durch die Behörde vom Arbeitsgericht abgewiesen und die Zulässigkeitserklärung später im Verwaltungsverfahren rechtskräftig versagt, liegt ein Restitutionsgrund nach § 580 Abs. 1 Nr. 6 ZPO vor.
„Die Erklärung der Zulässigkeit einer Kündigung gemäß § 17 Abs. 2 Satz 1 MuSchG ist eine Ermessensentscheidung, die einen ‚besonderen Fall‘ voraussetzt, bei dem außergewöhnliche Umstände ausnahmsweise die vom Gesetz als vorrangig angesehenen Interessen der Schwangeren hinter die des Arbeitgebers zurücktreten lassen. Ob ein solcher ‚besonderer Fall‘ vorliegt, ist gerichtlich voll überprüfbar, aber bei Stilllegung (Schließung) eines Betriebes in aller Regel anzunehmen, es sei denn, die Arbeitnehmerin kann im Unternehmen anderweitig auf einem für sie geeigneten Arbeitsplatz beschäftigt, d. h. dorthin umgesetzt werden. Ist dies nicht möglich, bewirkt die Betriebsstilllegung, dass eine wesens- und sinngerechte Fortsetzung des Arbeitsverhältnisses aus tatsächlichen Gründen unmöglich wird, so dass die Zustimmung zur Kündigung gerechtfertigt und auch bei Ausübung pflichtgemäßen Ermessens in der Regel geboten ist“.
"Bei der Entscheidung, ob die Kündigung einer Arbeitnehmerin während der Mutterschutzfrist wegen einer Betriebsstilllegung gemäß § 9 Abs. 3 MuSchG ausnahmsweise für zulässig erklärt wird, ist – abgesehen allenfalls von offensichtlichen Fällen – nicht zu prüfen, ob die behauptete Betriebsstilllegung stattdessen einen Betriebsübergang i. S. d. § 613a BGB darstellt."

#### Schriftform und Begründungszwang
Die Kündigung bedarf der Schriftform (§ 17 Abs. 3 S. 2 MuSchG), wie jetzt jede Kündigung (§ 623 BGB).
Nach § 17 Abs. 3 S. 2 MuSchG besteht bei der Kündigung einer geschützten Arbeitnehmerin ein – ansonsten unüblicher – Begründungszwang:
„9 Abs.3 Satz 2 statuiert insoweit ein gesetzliches Schriftformerfordernis im Sinne von § 126 BGB. Dieses spezielle gesetzliche Schriftformerfordernis geht jedoch über den für Kündigungen durch § 623 BGB allgemein normierten Schriftformzwang hinaus, da der zulässige Kündigungsgrund im Kündigungsschreiben mitgeteilt werden muss. Das ist der von der zuständigen Behörde ihrer Zulässigkeitserklärung zu Grunde gelegte Kündigungsgrund. Die Angabe der zur rechtlichen Beurteilung dieses Kündigungsgrundes notwendigen Tatsachen ist Wirksamkeitsvoraussetzung (...). Gemäß § 9 Abs.3 Satz 2 MuSchG muss die Kündigung den Kündigungsgrund angeben. Dies bedeutet, dass Kündigung und Begründung in einer einheitlichen Erklärung zusammengefasst sein müssen. Insoweit gelten die Grundsätze der Urkundeneinheit. Die Form des § 9 Abs.3 Satz 2 ist daher nicht gewahrt, wenn die Kündigung und die Begründung in zwei verschiedenen Erklärungen enthalten sind“.

### Dreiwöchige Klagefrist (§ 4 KSchG)
Auch eine absolut geschützte Arbeitnehmerin muss die Unwirksamkeit einer Kündigung innerhalb der dreiwöchigen Klagefrist nach § 4 KSchG (ordentliche Kündigung) bzw. nach § 13 Abs. 1 S. 1 i. V. m. § 4 KSchG (außerordentliche Kündigung) geltend machen. Dies auch dann, wenn die Arbeitnehmerin erst nach Zugang der Kündigung von ihrer Schwangerschaft erfährt. Die Klagefrist wird durch die Mitteilung der Arbeitnehmerin an den Arbeitgeber nach Kündigungsausspruch, sie sei schwanger, nicht gehemmt oder unterbrochen. Wird die Klagefrist nicht gewahrt, so wird die Kündigung als von Anfang an als rechtswirksam fingiert.
Die Klagefrist beginnt im Normalfall des § 4 S. 1 KSchG mit dem Zugang der Kündigung. Bedarf die Kündigung – wie im Fall einer geschützten Arbeitnehmerin – der Zustimmung einer Behörde, beginnt die Klagefrist nur erst mit der Bekanntgabe der Zulässigkeitserklärung an die Arbeitnehmerin. Dies jedoch nur dann, wenn der Arbeitgeber Kenntnis von der Schwangerschaft oder von der Entbindung hatte. Ansonsten bleibt es bei der Regelung des § 4 S. 1 KSchG.
Hat die Arbeitnehmerin die dreiwöchige Klagefrist nach § 4 KSchG bzw. §§ 4, 13 KSchG nicht gewahrt, so kommt eine nachträgliche Zulassung nach § 5 KSchG in Betracht.
„Gemäß § 5 Abs. 1 Satz 1 KSchG ist eine Kündigungsschutzklage nachträglich zuzulassen, wenn die Arbeitnehmerin trotz aller ihr nach Lage der Umstände zuzumutenden Sorgfalt verhindert war, die Klage innerhalb von drei Wochen nach Zugang der schriftlichen Kündigung zu erheben. Gleiches gilt gemäß § 5 Abs. 1 Satz 2 KSchG, wenn eine Frau von ihrer Schwangerschaft aus einem von ihr nicht zu vertretenden Grund erst nach Ablauf der Frist des § 4 Satz 1 KSchG Kenntnis erlangt hat. Der Zweck der Regelung besteht darin, einer gekündigten Arbeitnehmerin die Möglichkeit zu geben, nachträglich Kündigungsschutzklage zu erheben, weil sie es aufgrund einer schlichten Unkenntnis unverschuldet versäumt hat, die Klagefrist einzuhalten. Es sollen also individuelle Härten ausgeglichen werden.“
Die Rechtsprechung ist – wie allgemein bei § 5 KSchG – im Zweifel restriktiv.
- „Verzichtet ein Arbeitnehmer auf die Erhebung einer Kündigungsschutzklage, weil der Arbeitgeber ihr eine Abfindung in Aussicht gestellt hat, die jedoch wegen später gescheiterter Vergleichsverhandlungen nicht gezahlt wird, liegt darin kein Umstand, der eine nachträgliche Klagezulassung rechtfertigen kann.“[15]

- „Eine Kündigungsschutzklage kann ggf. nachträglich zugelassen werden, wenn der Arbeitgeber eine Arbeitnehmerin arglistig von einer Klageerhebung abhält bzw. wenn die Arbeitnehmerin unter Hinweis auf eine Rücknahme der Kündigung veranlasst wird, von einer Klageerhebung, mit der eine Fortsetzung des Arbeitsverhältnisses erstrebt wird, abzusehen. Schreibt der Arbeitgeber an den Arbeitnehmer, er werde aus der Kündigung keine Rechte mehr herleiten und bietet er die Fortsetzung des Arbeitsverhältnisses zu den bisherigen Bedingungen an, hält er durch diese Mitteilung den Arbeitnehmer nicht arglistig von der Erhebung einer Kündigungsschutzklage ab.“[16]

### Mutterschutz nach dem AGG
Beim Mutterschutz nach dem AGG muss man unterscheiden zwischen einem Kündigungsschutz und einem Zahlungsanspruch nach § 15 AGG.

#### Mittelbarer Kündigungsschutz durch das AGG bei Geschlechtsdiskriminierung
Nach § 2 Abs. 4 AGG findet das AGG auf Kündigungen keine Anwendung. Die Rechtsprechung setzt sich richtlinienkonform darüber hinweg: Diskriminierungsverbote des AGG einschließlich der im Gesetz vorgesehenen Rechtfertigungen für unterschiedliche Behandlungen bei der Auslegung der unbestimmten Rechtsbegriffe des Kündigungsschutzgesetzes sind in der Weise zu beachten, als sie Konkretisierungen des Sozialwidrigkeitsbegriffs darstellen. Verstößt eine ordentliche Kündigung gegen Benachteiligungsverbote des AGG, so kann dies zur Sozialwidrigkeit der Kündigung nach § 1 KSchG führen.
Bei Nichtanwendbarkeit des KSchG zu einer Unwirksamkeit nach den §§ 242, 138 BGB.
Neben dem umfassenden Kündigungsschutz des § 17 MuSchG wird ein Kündigungsschutz i. V. m. AGG kaum praktisch.
Möglich wäre zum Beispiel, dass im Fall einer Totgeburt (s. o.) keine Entbindung im Sinne des § 17 MuSchG und damit nicht der Schutz des § 17 MuSchG gegeben ist, der Arbeitgeber diese (und etwaige Komplikationen) zum Anlass einer Kündigung nimmt.

#### Entschädigung und Schadensersatz nach § 15 AGG im Fall diskriminierender Kündigung
Das BAG hat den Streit, ob § 2 Abs. 4 AGG im Fall geschlechtsdiskriminierender Kündigungen die Anwendbarkeit des § 15 AGG ausschließt, dahingehend entschieden, dass dies nicht der Fall ist.
Ansprüche aus § 15 AGG setzen einen Verstoß gegen das Benachteiligungsverbot des § 7 AGG voraus, wobei der Arbeitnehmerin die Beweislastregelung des § 22 AGG zugutekommen kann. Die Fristen des § 15 Abs. 4 AGG und § 61b Abs. 1 ArbGG müssen kumulativ beachtet werden.
§ 15 AGG unterscheidet den auf Ersatz materieller Schäden gerichteten „Schadensersatzanspruch“ nach § 15 Abs. 1 AGG und den auf Ersatz immaterieller Schäden gerichtete „Entschädigungsanspruch“ nach § 15 Abs. 2 AGG. Bei Kündigungen steht der Entschädigungsanspruch nach § 15 Abs. 2 AGG im Vordergrund.

##### Entschädigung nach § 15 Abs.2 AGG
„Bei diskriminierenden Kündigungen ist unbeschadet des § 2 Abs. 4 AGG ein Anspruch auf den Ersatz immaterieller Schäden nach § 15 Abs. 2 AGG grundsätzlich möglich.“
„Die merkmalsbezogene Belastung in Zusammenhang mit dem Ausspruch einer Kündigung führt jedenfalls dann zu einem Entschädigungsanspruch, wenn sie über das Normalmaß hinausgeht.“
- Dies kann im Einzelfall zu bejahen sein, wenn eine Kündigung gegen § 17 Abs. 1 S. 1 MuSchG verstößt und „zur Unzeit“ erfolgt. „Der Arbeitgeber erklärt eine Kündigung ‚zur Unzeit‘, wenn er diese einer Arbeitnehmerin am Vorabend eines Krankenhausaufenthalts zukommen lässt, wo sie - für den Arbeitgeber bekannt - einen artifiziellen Abort vornehmen lassen muss. Die Art der Treuwidrigkeit ist wiederum geschlechtsspezifisch diskriminierend.“[21]

- Die Kündigung einer schwangeren Arbeitnehmerin ist hingegen nicht diskriminierend, wenn der Arbeitgeber in Unkenntnis der Schwangerschaft die Kündigung ausgesprochen hat. „Das Festhalten des Arbeitgebers an der Kündigung, nachdem er von der Schwangerschaft Kenntnis erlangt hat, stellt keine Benachteiligung wegen des Geschlechts dar, wenn die betroffene Arbeitnehmerin ihrerseits nicht zu einer außergerichtlichen Bereinigung selbst nicht beiträgt.“[22] Erkennt der Arbeitgeber im Kammertermin die Unwirksamkeit der Kündigung an, so ist (im Einzelfall) auch kein Indiz i. S. d. § 22 AGG gegeben.[23]

##### Schadensersatz nach § 15 Abs.1 AGG
Das BAG lässt offen, inwieweit aus § 15 Abs. 1 AGG ein Schadensersatzanspruch auf Ersatz materieller Schäden im Fall diskriminierender Kündigungen von Schwangeren und jungen Müttern resultieren kann: „Es ist nicht zu entscheiden, ob bei diskriminierenden Kündigungssachverhalten weitere Ansprüche auf Ersatz des materiellen Schadens nach § 15 Abs. 1 AGG in Betracht kommen können. Grundsätzlich wird bei einer für unwirksam befundenen Kündigung der materielle Schaden, was die Kündigung selbst angeht, im Wege der Naturalrestitution ausgeglichen, für weitere materielle Folgen von Kündigungen stehen die Anspruchsgrundlagen des bürgerlichen Rechts unabhängig von § 15 Abs. 1 AGG seit jeher zur Verfügung, zB § 615 BGB.“

## Frankreich

### Kündigungsschutz
In Frankreich unterscheidet der Code du travail zwischen zwei Schutzperioden, in denen die Schwangere Sonderkündigungsschutz genießt und nur ausnahmsweise wegen grober Verfehlungen oder wegen Unmöglichkeit, das Arbeitsverhältnis aufrechtzuerhalten (z. B. wenn die konkrete Stelle aus betriebsbedingten Gründen abgebaut wird) gekündigt werden darf, vgl. Articles L. 1225-4, al. 2, phr. 1, L. 1225-4-1, al. 2 und L. 1225-5, al. 2 C. trav. Die ordentliche Kündigung ist also unmöglich, die Möglichkeit der betriebsbedingten Kündigung stark beschränkt.
Die absolute Schutzperiode (période de protection absolue) erstreckt sich gem. Article L. 1225-4, al. 1 C. trav. über jene Zeit, in der die Schwangere Anspruch auf Mutterschaftsurlaub hat. Dieser beginnt in der Regel sechs Wochen vor dem vorhergesagten Entbindungsdatum und dauert bis zur zehnten Woche nach der Entbindung an. Bei Mehrlingsgeburten und ab dem dritten Kind verlängert sich der Mutterschaftsurlaub. Während dieser Zeit darf eine Kündigungserklärung der Schwangeren gem. Article L. 1225-4, al. 2, phr. 2 C. trav. nicht zugestellt werden und eine Kündigung nicht in Kraft treten. Das Verbot erstreckt sich auch auf die Durchführung von Vorbereitungshandlungen für die Kündigung, wie z. B. die Einladung zu einem Kündigungsgespräch. Die Schwangere ist hier absolut geschützt. Die ratio legis dahinter ist, die Schwangere vor den psychologischen Folgen einer Kündigung zu schützen.
Die relative Schutzperiode (période de protection relative) beginnt schon mit der Schwangerschaft selbst und endet gem. Article L. 1225-4, al. 1 C. trav. zehn Wochen nach Ende der absoluten Schutzzeit. Nimmt die Schwangere in diesem Zeitraum bezahlten Urlaub, ruht die Frist und das Ende der Schutzperiode verlagert sich auf den Tag des Wiederaufnehmens der Arbeit. Während dieser Schutzzeit darf die Schwangere grundsätzlich nicht gekündigt werden, vgl. ebenfalls Article L. 1225-4, al. 1 C. trav. Hatte der Arbeitgeber von der Schwangerschaft keine Kenntnis, ist die gutgläubig erklärte Kündigung grundsätzlich wirksam, solange die Schwangere nicht innerhalb einer Frist von 15 Tagen ein ärztliches Attest über die Schwangerschaft nachreicht, Article L. 1225-4, al. 1 C. trav.. Der Kündigungsschutz ist hier nur relativ.

### Ansprüche der Arbeitnehmerinnen bei Verstößen
Verstößt der Arbeitgeber gegen die Vorschriften zum besonderen Kündigungsschutz der Schwangeren, ist die Kündigung gem. Article L. 1225-71, Article L. 1235-3-1, al. 1, phr. 1; al. 8 (°6) C. trav. unwirksam (nullité). Die Schwangere hat dann gem. Article L. 1235-3-1, al. 1, phr. 2 C. trav. wahlweise Anspruch auf Wiedereinstellung oder auf Schadensersatz in Höhe von mindestens sechs Monatsgehältern. In beiden Fällen bleibt gem. Article L. 1235-3-1, al. 9 C. trav. der Anspruch auf das Gehalt, welches sie in der Zeit der unwirksamen Kündigung erhalten hätte, davon unberührt.
Das Schutzniveau entspricht jenem des besonderen Kündigungsschutzes des durch Arbeitsunfall verletzten Arbeitnehmers während der Suspension des Arbeitsverhältnisses.